# 1976 à Terre-Neuve-et-Labrador
Chronologie de Terre-Neuve-et-Labrador
- 1972
- 1973
- 1974
- 1975
- 1976
- 1977
- 1978
- 1979
- 1980

Cette page concerne des événements d'actualité qui se sont produits durant l'année 1976 dans la province canadienne de Terre-Neuve-et-Labrador.

## Politique
- Premier ministre : Frank Moores
- Chef de l'Opposition :
- Lieutenant-gouverneur :
- Législature :

## Naissances
- 9 octobre : Jason Morgan (né à Saint-Jean de Terre-Neuve) est un joueur professionnel de hockey sur glace canadien[1].

- 4 décembre : Philip Murphy, né en Terre-Neuve-et-Labrador, est un joueur de rugby à XV canadien, jouant numéro 8 (1,95 m pour 109 kg).